# Bravos du music-hall à Charles Aznavour
 (mars 2025).
Si vous disposez d'ouvrages ou d'articles de référence ou si vous connaissez des sites web de qualité traitant du thème abordé ici, merci de compléter l'article en donnant les références utiles à sa vérifiabilité et en les liant à la section « Notes et références ».
Albums de Charles Aznavour
Charles Aznavour chante Charles Aznavour, vol. 3
(1956) C'est ça
(1958)
Singles
1. Merci mon Dieu / L’amour a fait de moi / Sa jeunesse / Sur la table
Sortie : Novembre 1956
2. Ay! Mourir pour toi / Perdu / Pour faire une jam / Il y avait trois jeunes garçons
Sortie : Novembre 1957
3. Sur la table / Bal du faubourg
Sortie : 1957
4. À t'regarder / Bal du faubourg
Sortie : 1957

Bravos du music-hall à Charles Aznavour est le 4e album studio français de Charles Aznavour, sorti en 1957.
Les arrangements et orchestrations sont de : Jean Leccia (1, 2, 9) et Jo Moutet (3 à 8, 10). 
Il est réédité en 1995 avec six titres supplémentaires dans l'intégrale « L'Authentique ».

## Liste des chansons de l'album original
| 1. | Ay! Mourir pour toi             |               |  |
| 2. | Pour faire une jam              |               |  |
| 3. | Il y avait trois jeunes garçons | Pierre Roche  |  |
| 4. | À propos de pommier             | Hubert Giraud |  |
| 5. | Merci mon Dieu                  |               |  |

| 6.  | Sa jeunesse... entre ses mains |                |  |
| 7.  | L'amour a fait de moi          | P. Roche       |  |
| 8.  | Bal du faubourg                | P. Roche       |  |
| 9.  | Sur la table                   |                |  |
| 10. | J’ai appris alors              | Gaby Wagenheim |  |

## Réédition en 1995
1. Ay mourir pour toi
2. Pour faire une jam
3. Il y avait
4. À propos de pommier
5. Merci mon Dieu
6. Sa jeunesse
7. L'amour a fait de moi
8. Bal du faubourg
9. Sur La Table
10. J'ai appris alors
11. De ville en ville
12. Je ne peux pas rentrer...
13. Je te donnerai
14. Gosse de Paris
15. J'en déduis que je t'aime
16. Mon amour protège-moi